# Fowlerligging
De fowlerligging (of -houding) is binnen de geneeskunde een houding waarbij een patiënt op zijn rug ligt en waarbij het ruggedeelte van het bed een stuk omhoog staat en onder de benen (in de knieholte) een opgerolde handdoek of kussen is aangebracht. De patiënt ligt op die manier met iets opgetrokken benen. De naam is ontleend aan de Amerikaanse chirurg George Ryerson Fowler (1848-1906).
Staat het ruggedeelte iets minder omhoog, dan wordt dit de semifowlerhouding genoemd.

## Doel
Door deze houding zal het ontstekingsvocht naar het laagste gedeelte van de buikholte, tussen het rectum en de uterus (holte van Douglas) afvloeien, zodat het vocht bijvoorbeeld gepuncteerd kan worden.